# Anna Maria Snoek
Anna Maria Snoek, född 1779, död 1849, var en nederländsk sångerska, skådespelerska och balletdansös. 
Hon var dotter till skepparen Joannes Snoek (död 1780) och Helena de Ruijter (död 1808) och syster till Andries och Helena Snoek.  
Hon var engagerad vid Amsterdamse Schouwburg 1795-1849. 
Hon var en omtyckt skådespelerska i känsliga och milda roller och en publikfavorit. Hon var också verksam som sångare: hennes röst beskrivs som medelmåttig, men fullt duglig att använda om någon mer utpräglad sångare inte kunde uppträda. 